# Maurício Einhorn
Mauricio Einhorn (Rio de Janeiro, 29 de maio de 1932) é um gaitista brasileiro.

## Biografia
Filho de imigrantes judeus poloneses, os pais eram gaitistas Começou a tocar gaita de boca aos cinco anos de idade, desde então se apresentando no colégio franco-brasileiro onde estudava até os 13 anos de idade.

### Carreira
A constância do músico com referência ao instrumento foi tanta que, já aos 10 anos, Einhorn começou a participar dos renomados programas radiofônicos de calouros da época, tais como "A Hora do Pato" e "Papel Carbono" (na Rádio Nacional); e mesmo o programa de Ary Barroso e das Gaitas Hering na Rádio Tupi, ao lado de Fred Williams e outros. 
Ainda adolescente tocou em duos, trios e quartetos sendo que no início da década de 1950 introduziu-se nas linguagens dos estilos jazz e choro. Sua primeira gravação foi em 1949 quando, na música "Portate Bien" solou com um conjunto de gaitas Brazilian Rascals. Apresentou-se com Waldir Azevedo e seu Regional na Rádio Clube do Brasil. Por volta de 1955 no Hotel América, já  extinto, em frente ao Clube Hebraica conheceu Durval Ferreira durante um baile em que Maurício Einhorn tocava. A primeira música dos dois, "Sambop", foi gravada em 1959 por Claudete Soares no LP "Nova Geração em Rítmo de Samba", em que fez participação. Depois vieram: "Estamos aí" (com Durval Ferreira e Regina Werneck) gravada por Leny Andrade; "Tristeza de Nós Dois" ( com Durval Ferreira e Bebeto); "Batida Diferente", "Nuvem" e "Clichê" (todas com Durval Ferreira), "SamBlues" (com Durval Ferreira e Regina Werneck) e muitas outras. Teve destaque na bossa nova, movimento cuja influência mudou os rumos da MPB. 
Entre os anos de 1964 a 1966, participou em diversas gravações épicas e histórias do movimento da bossa nova, destacando os discos de "Luiz Carlos Vinhas - Novas Estruturas" e os dois Lps "Os Gatos" e "Aquele Som dos Gatos". Participou também no lançamento do primeiro disco da cantora Tânia Maria - Apresentamos, selo Continental, em 1966, das três faixas que gravou duas músicas de sua autoria em parceria com violonista Arnaldo Costa, "Ficou na Saudade" e "Paz de Espirito" (letra de Lula Freire).  Ainda em 1966, gravou seu primeiro disco em parceria com o violonista Baden Powell sob o título de "Tempo Feliz", para o selo Forma do produtores musicais Roberto Quartin. e Wadi Gebara  Tocou com Vitor Assis Brasil, em 1975, e atuou em várias gravações de Pery Ribeiro, Chico Buarque, Claudete Soares, Gilberto Gil e muitos outros. Participou nas trilhas sonoras de diversos filmes. 
Ainda na década de 1960, no ano de 1968, participou do Festival Internacional da Canção (da Rede Globo de Televisão), como também no festival da Rede Record de Televisão e participou do movimento Musicanossa, gravando as faixas de sua autoria "Alvorada" (em parceria com Arnaldo Costa e o letrista Lula Freire) e "Sistema" (com Arnaldo Costa e letra de Marcos Versiani) no disco "Isto é Musicanossa". Em 1972, a convite do músico brasileiro Sérgio Mendes, residente nos Estados Unidos, Einhorn foi para esse país e chegou a tocar com famosos expoentes do jazz como o guitarrista Jim Hall,o contrabaixista Ron Carter e o gaitista belga Toots Thielemans. Com seus amigos, os pianistas brasileiros Eumir Deodato e João Donato participou da gravação do  disco "Donato/Deodato". Em dezembro de 1972, retornou ao Brasil. Em 1973, gravou um compacto cujo tema foi o filme "O Último Tango em Paris" (na gravadora Tapecar). Também lançou o LP de trilhas sonoras "The Oscar Winners".
Em 1975 gravou para o selo Phillips um LP que deveria ter sido o primeiro a aparecer com o seu nome mas que, por razões comerciais, foi batizado com o nome "A Era de Ouro do Cinema". Em 1976 fez parceria com o violonista Sebastião Tapajós. Em 1979, saiu o primeiro LP solo em seu nome - "ME - Maurício Einhorn", pela etiqueta Clam, destacando os clássicos que marcaram seu início de carreira as faixas "Estamos Aí" (marca registrada na voz de Leny Andrade), "Batida diferente" (sucesso do Tamba Trio), "Tristeza de Nós Dois" (presente no fabuloso disco de Luiz Eça & Cordas) e "Alvorada". Lançou outros discos em 1984 e 1985 pela Interdisc na Argentina. Em 1993 apresentou-se no SESC Pompéia em São Paulo de onde foram gravados as faixas para o seu quarto disco, pela etiqueta Tom Brasil. Em 1996 gravou o CD "Os Solistas" ao vivo com Sebastião Tapajós, Gilson Peranzzetta e Paulinho Nogueira depois, relançado pela Moviedisc. Em 1996 gravou novamente com Sebastião Tapajós, Gilson Peranzetta e Altamiro Carrilho o CD independente "Nas Águas do Brasil (O Encontro de Solistas)".

### Legado
Mostrou talento, técnica e criatividade na arte do uso da gaita em várias fases da história musical no Brasil, quais sejam, da MPB, os anos áureos do rádio, bossa nova, os grandes festivais, aos dias de hoje. Com mais de 62 anos de carreira, ainda leciona atualmente. Costuma passar mais prática do que teoria em suas aulas. O músico é amigo do belga Toots Thielemans, tido como o melhor gaitista do mundo. A opinião de ambos é de que, para aprender-se a tocar o instrumento, mesmo que não em nível profissional, é necessário dedicar-se pelo menos uma hora por dia, "inclusive sábado, domingo e feriado".
No decorrer de sua carreira, o músico gravou com grandes astros da MPB, tais como Elizeth Cardoso, Maria Bethânia, Hermeto Pascoal, Chico Buarque, entre outros.
Consta do seu repertório a composição de mais de 400 músicas, das quais 40 foram gravadas. E ainda continua na ativa. Da sua lista de alunos constam: Gabriel Grossi, brasiliense, e hoje integrante do grupo cujo líder é Hamilton de Holanda; Hélio Rocha, professor de gaita da Escola de Música de Brasília; Leonardo Medeiros, gaitista desde 1999 entre outros.
O músico já marcou presença em Brasília por diversas vezes, inclusive, no início da década de 1980, na Granja do Torto, residência oficial de Presidentes da República brasileiros, onde tocou em duo com o então presidente Figueiredo, que era "gaitista amador". Ele presenteou o então presidente com uma gaita, que, por sua vez, havia recebido de presente do famoso gaitista Toots Thielemans. A última apresentação na capital foi no Clube do Choro, por sugestão de Gabriel Grossi, no contexto de um projeto em homenagem a Waldir Azevedo. Além disso, a Escola de Música de Brasília também já desfrutou do conhecimento do mestre.

## Atualidade
Em abril de 2012 o artista gravou o disco "ME-78", em comemoração aos seus 78 anos de idade, sendo 65 profissionalmente. Neste show Einhorn interpreta composições suas, standards e clássicos da música popular brasileira. Maurício segue realizando shows, compondo e participando de gravações.
Em 2013, Mauricio foi tema do documentário do diretor e músico Rodolfo Novaes. O filme "Mauricio Einhorn - Estamos aí" conta a biografia de Mauricio, acontecimentos de sua longeva carreira e seu ponto de vista sobre a música e seu instrumento. A produção ainda apresenta depoimentos de amigos (dentre os quais o ex-aluno e gaitista Gabriel Grossi, o saxofonista Paulo Moura, o cineasta Walter Lima Jr. e o gaitista Jean "Toots" Thielemans) falando sobre o gaitista. 

## Discografia
- 1980 "ME" [CLAM (Brasil)/ Metronome (Alemanha)]
- 1984 Maurício Einhorn e Sebastião Tapajós (Convidado especial: Arismar do Espírito Santo) LP (Polygram/Barclay)
- 1993 Instrumental no CCBB - Sebastião Tapajós, Gilson Peranzetta, Maurício Einhorn e Paulinho Nogueira, Zimbo Trio e ME Quarteto com o pianista Alberto Chimelli
- 1996 Convidado No CD de Joe Carter "Um abraço no Rio" (Empathy Records)
- 1996 "Nas águas do Brasil" ( O encontro de Solistas) com Altamiro Carrilho, Gilson Peranzzettta e Sebastião Tapajós
- 1996 Brasil Musical - Série MÚSICA VIVA - Zimbo Trio e Maurício Einhorn
- 1999 "K-Ximblues" de Paulo Moura
- 2002 "Conversa de Amigos" com Alberto Chimelli, Luiz Alves e João Cortez (gravado ao vivo no CCBB - 11 a 14 de julho de 2002) (Delira Música)
- 2007 "Conversa de Amigos - Vol. II" com Alberto Chimelli, Luiz Alves e João Cortez (gravado ao vivo no CCBB - 11 a 14 de julho de 2002) (Delira Música)
- 2007 "Travessuras" (Delira Música)
- 2010 "ME- 78" (gravado ao vivo na Sala Cecília Meirelles)
- 2013 "Mauricio Einhorn - Estamos aí" (documentário) - Dir. Rodolfo Novaes

## Participações Especiais
- 1962 Ed Lincoln - "Ed Lincoln" (Musidisc)
- 1964 Luiz Carlos Vinhas - "Novas Estruturas" (Forma)
- 1964 Os Gatos - "Os Gatos" (Mercury/Philips)
- 1965 Pery Ribeiro - "Pery" (Odeon)
- 1966 Baden Powell - "Tempo Feliz" (Polygram/Philips/Forma)
- 1966 Eumir Deodato e Lindolfo Gaya - "Love, Strings and Jobim - The Eloquence of Antonio Carlos Jobim" (Warner Bros.)
- 1966 Tânia Maria - "Apresentamos Tânia Maria" (Warner Music/Continental)
- 1966 Os Gatos - "Aquele Som dos Gatos" (Polygram/Mercury/Philips)
- 1971 Pedrinho Mattar - "Um Show de Mattar" (Copacabana)
- 1972 Carlos Lyra - "Eu & Elas" (Universal Music/Philips)
- 1973 Fagner - "Manera Fru Fru Manera" (Polygram/Philips)
- 1973 Chico Buarque - "Chico Canta" (Polygram/Philips)
- 1973 João Donato - "Donato/Deodato" (Muse Records)
- 1974 Ivan Lins - "Modo Livre" (BMG/RCA)
- 1975 Roupa Nova - "Os Famks" (Continental)
- 1975 Chico Anysio e Arnaud Rodrigues - "Azambuja & Cia." (CID)
- 1976 Luiz Melodia - "Maravilhas Contemporâneas" (Som Livre)
- 1976 Sebastião Tapajós - "Guitarra Fantástica" (RCA)
- 1976 Tom e Dito - "Revertério" (Continental)
- 1976 José Milton - "A Uma Dama Transitória" (EMI-Odeon)
- 1976 Fernando Ribeiro - "Em Mar Aberto" (EMI-Odeon)
- 1977 Gal Costa - "Caras e Bocas" (Polygram/Philips)
- 1977 Ivan Lins - "Somos Todos Iguais Nesta Noite" (EMI)
- 1977 Sá e Guarabyra - "Pirão de Peixe Com Pimenta" (Som Livre)
- 1977 Hyldon - "Nossa História de Amor" (CBS)
- 1978 Maria Bethânia - "Álibi" (Polygram/Philips)
- 1978 Nara Leão - "...E Que Tudo Mais Vá Pro Inferno" (Polygram/Mercury/Philips)
- 1978 Zizi Possi - "Flor do Mal"(Polygram/Philips)
- 1978 Elizeth Cardoso - "A Cantadeira do Amor" (Copacabana)
- 1978 Lô Borges - "Milton Nascimento - Clube da Esquina 2" (EMI)
- 1978 Ivan Lins - "Nos Dias de Hoje" (EMI)
- 1978 Agepê - "Tipo Exportação" (Continental)
- 1978 Sarah Vaughan - "O Som Brasileiro de Sarah Vaughan" (Sony Music/RCA)
- 1978 Sebastião Tapajós - "Guitarra & Amigos" (RCA)
- 1979 Elizeth Cardoso - "O Inverno do Meu Tempo" (Som Livre)
- 1979 Ivan Lins - "A Noite" (EMI)
- 1979 Pery Ribeiro - "Alvorada" (Copacabana)
- 1981 Carmen Costa - "A Grande Dama da Música Brasileira" (Phonodisc)
- 1982 Azymuth - "Cascades" (Milestone Records)
- 1983 Leila Pinheiro - "Leila Pinheiro" (Discobertas)
- 1983 Telma Costa - "Telma Costa" (Opus/Columbia)
- 1984 Ivan Lins - "Juntos" (Polygram/Philips)
- 1986 José Roberto Bertrami - "Dreams Are Real" (Milestone Records)
- 1988 Sebastião Tapajós - "Sambas & Bossas On Guitar" (Tropical Music)
- 1989 Agepê - "Cultura Popular" (Polygram/Philips)
- 1990 Elizeth Cardoso - "Ary Amoroso" (Columbia)
- 2001 Ivan Lins - "Jobiniando" (Abril Music)